# Heliophanus dux
Heliophanus dux är en spindelart som beskrevs av Wesolowska, van Harten 1994. Heliophanus dux ingår i släktet Heliophanus och familjen hoppspindlar. Inga underarter finns listade i Catalogue of Life.